# Stimmen im Kopf
Stimmen im Kopf ist ein Musical von Peter Lund (Text) und Wolfgang Böhmer (Musik) und entstand als Koproduktion der Universität der Künste Berlin und der Neuköllner Oper. Auf Anregung der im psychiatrischen Bereich tätigen Sozialarbeiterin Karin Coper und des Krankenpflegers Götz Strauch (psychiatrische Abteilung des St. Hedwig Krankenhauses), recherchierte der dritte Jahrgang des Studiengangs Musical der Universität der Künste über ein Jahr mit viel Unterstützung von Ärzten, Pflegern und Patienten zum Thema Psychische Erkrankungen. Auf Basis verschiedener Gespräche entwickelten die Darsteller eigene Charaktere und Geschichten.

## Inhalt
Nadine wird von ihrer Schwester Babsi in ein Berliner Krankenhaus gebracht, weil sie wochenlang ihre Wohnung nicht verlassen hat und auch sonst ein merkwürdiges Verhalten an den Tag legt. Begleitet wird Nadine von Daniel, der sie beschützt und ihr das Gefühl gibt, dass ihr keiner wehtun kann. Doch genau hierin liegt das Problem: Nur sie kann Daniel sehen und hören, denn Daniel gibt es nur in Nadines Kopf. Dennoch hat Daniel große Macht über sie. Nadine soll auf der psychiatrischen Station bleiben, um herauszufinden, ob bei ihr die Gefahr der Selbstgefährdung besteht. Nadine muss sich ein Zimmer mit Karla teilen, einer Bankerin, welche sich anfangs hierdurch in ihrer Einsamkeit gestört fühlt.
Nach und nach lernt Nadine die anderen Patienten und auch die Zuschauer die anderen Insassen mit ihren teils erschütternden Geschichten kennen. Philipp, ein junger Zwangs-Neurotiker mit mathematischer Hochbegabung, jedoch einer tiefgreifenden Entwicklungsstörung, ist hier Dauergast und hat scheinbar große Teile seines Lebens in dieser geschlossenen Abteilung verbracht. Mit ihm versteht sich Nadine auf Anhieb. Philipp glaubt an Verschwörungstheorien, ist pedantisch, verfällt oft ins Stottern und hat einen Tic: Er tippt zwanghaft mit seinen Fingern. Dann gibt es auf der Station noch eine junge Punkerin mit dem selbstgewählten Namen „Herbert“, die wünscht, sie sei ein Mann. Nach einer verkorksten Kindheit und dem Missbrauch durch ihren alkoholkranken Vater ist Herbert auf die schiefe Bahn geraten und hat jegliches Vertrauen in andere Menschen verloren, deren Versprechungen sie daher auch keinen Glauben mehr schenkt. Herbert legt zumeist ein aggressives Verhalten an den Tag, bringt gerne Chaos in die von Philipp geschaffene Ordnung, wirft die von ihm akkurat platzierten Stühle durch die Station und bricht immer wieder aus der geschlossenen Abteilung aus, denn eigentlich lebt Herbert mit ihrem Hund auf der Straße. Weniger durch aggressives Verhalten beängstigend, sondern vielmehr durch ihre geisterhafte Erscheinung unheimlich, wirkt hingegen die aus Russland stammende Frau Dermicin. Deren einzige verbale Äußerung, die sie in allen Situationen zum Besten gibt, ist: „Ich kann das machen“. Personal und Patienten scheinen ihr aber nicht zuzutrauen, dass sie überhaupt etwas machen kann, außer in unendlicher Langsamkeit ausdruckslos die Stationsflure entlangzuwandeln.
Gerade als sich Nadine mit den anderen Patienten bekannt gemacht und auf der Station akklimatisiert hat, steht auch schon ihr Verlobter Lars auf der Matte – ein schnöseliger Jurastudent, Aufschneider und Wichtigtuer, den sie bereits am Anfang des gemeinsamen Studiums aus Erlangen kennt – und versucht sie aus Berlin zurückzuholen. Lars war von vornherein nicht von Nadines Berlin-Idee begeistert und sieht hierin den Auslöser ihrer Störung, denn er glaubt: „Wir sind aus Erlangen und absolut normal.“ Für ihn sind die anderen Patienten zudem nur „bekloppt“ und bieten seiner Ansicht nach keine geeignete Umgebung für Nadine. Nadine möchte jedoch auf keinen Fall zurück, denn sie „will nicht nach Erlangen“.  Wie auch für Philipp (für den die Geschlossene eine Art Zuhause geworden ist) und Herbert (die bereits seit Jahren auf der Straße lebt), scheinen die Patienten alle auf irgendeine Art und Weise zu der Erkenntnis gelangt zu sein: „Zu Hause gibt’s nicht mehr!“
Ein Lichtblick für die Patienten in dieser unwirklichen Umgebung ist die allseits beliebte Stationsschwester Eva, vor deren Arbeit die meisten Patienten Achtung zu haben scheinen, weil sie selbige nicht einfach nur mit routinierter Professionalität, sondern auch einem Quantum Herzenswärme erledigt. Genau das wird jedoch zu Schwester Evas Problem. Die offensichtlich unter einem ausgeprägten Helfersyndrom leidende junge Frau tut oft mehr als nur ihre Arbeit; sie führt sehr persönliche Gespräche mit den Patienten und versucht diesen Verständnis entgegenzubringen. Weil sie „gerne hobby-mäßig in der Psyche rumstochert“ erhält sie von ihrem Chef und Liebhaber Dr. Thomsen eine Abmahnung und wird daran erinnert, dass es sich bei den Kranken um Patienten und nicht um Freunde handelt. Die einzige therapeutische Leistung, die Schwester Eva wirklich in Eigenverantwortung erbringen darf und auch als wichtigster Versuch gesehen werden kann die Patienten zu heilen, ist die alltägliche Morgenrunde, bei welcher die im Stuhlkreise zusammenkommenden Patienten Ehrlichkeit und Offenheit üben und über das Ausbalancieren von Geben und Nehmen Vertrauen in die „Heilkraft der Gemeinschaft“ entwickeln sollen. Durch das gemeinsame Singen des Liedes Wir sind eine Gemeinschaft wird im Stück das Gemeinschaftsgefühl gestärkt, und während der Therapien werden alle Entscheidungen der anderen Teilnehmer (egal ob nehmenden oder gebenden Charakters) durch das gemeinsame Sprechen der Belobigung „das macht die/der ... gut“ gewürdigt.
Unterstützt wird Schwester Eva bei ihrer Arbeit vom BuFDI Hannes, der als bekennender Christ, welcher gerne musiziert, Patientin Jenny nicht nur Lieder zum Einschlafen vorsingt, sondern auch mal die Musiktherapie improvisiert, wenn gerade mal wieder der eigentliche Therapeut ausgefallen ist. Hannes bereitet diese Arbeit offensichtlich Freude, denn „diese Katholiken singen doch alle so gerne“. Auf der Station scheinen alle recht gerne zu singen, und so bietet nicht nur die Anamnese bei Neuankömmlingen stets Gelegenheit für eine musikalische Darbietung, sondern insbesondere die alltägliche Chefarzt-Visite von Dr. Thomsen. Dieser behauptet zwar von sich, „Menschenkenntnis ist mein Beruf“, und denkt, dass er „trotz Karriere immer Mensch geblieben“ ist, behandelt jedoch die Patienten nur rein medikamentös. Dennoch tun die bei der Visite verteilten Medikamente ihren Dienst, denn auch wenn die Nacht „trübe, schwarz und voller Sorgen“ war, verschwinden dank Dr. Thomsens Spezialtherapie jeden Morgen aufs Neue alle Depressionen. Da ist es nur verständlich, dass sich der Stationsarzt selbst auch gerne mal ein „Pillchen“ genehmigt und auch großzügig unter seinen Kollegen verteilt, denn: Ein wenig Valium, und schon „hat die liebe Seele Ruh“.
Manchen Patienten scheint weder die angebotene Therapie im Stuhlkreis, noch die medikamentöse Behandlung zu genügen, und so suchen sie immer wieder auf eigene Faust nach ihrem Seelenheil. Nachdem Philipp mit Herbert das von dieser auf die Station geschmuggelte Gras raucht, bekommt er einen Schub, denn eigentlich ist Philipp auf Entzug. Das zieht auch schlimme Folgen für Herbert nach sich, denn sofort wird die Amtsärztin Frau Dr. Stroessner auf den Plan gerufen und droht Herbert als Strafe für ihren Drogenschmuggel damit, ihren Hund einschläfern zu lassen und sie für immer auf der geschlossenen Station einzusperren. Herbert weiß, dass es für sie keinen Sinn mehr zu leben gibt, sollte die Amtsärztin ihre Drohung wahr machen. Zu allem Übel eskaliert dann auch noch die Stationsparty und bringt weitere Rückschläge für die Patienten mit sich ...
Das Stück endet mit einer Szene, in welcher Nadine den von den Geschehnissen völlig verängstigten Philipp überzeugt, den Schritt raus ins Leben außerhalb des Krankenhauses zu wagen und die beiden beschließen, gemeinsam ein Leben zu probieren.

## Uraufführung
Stimmen im Kopf wurde speziell für Absolventen der Universität der Künste Berlin geschrieben, an der Autor und Regisseur Peter Lund als Professor tätig ist. Das Musical, welches der Autor des Stückes selbst als Musiktherapie beschreibt hatte seine Uraufführung am 21. März 2013 in der Neuköllner Oper, Berlin. Zwischen der UdK und der Neuköllner Oper besteht schon seit langem eine erfolgreiche Kooperation.

## Ensemble der ersten Spielzeit(Berlin-Cast)
21. März bis 28. April 2013

### Besetzung
- Musikalische Leitung: Hans-Peter Kirchberg / Tobias Bartholmeß
- Choreographie: Neva Howard
- Regie: Peter Lund
- Produktionsleitung/Regieassistenz: Carola Söllner
- Bühnenbild: Ulrike Reinhard
- Kostüme: Anna Hostert
- Videoanimation: René von der Waar

### Darsteller
- Maria-Danaé Bansen (Karla)[2]
- Johannes Brüssau  (Lars, Nadines Verlobter)
- Patrik Cieslik  (Philipp)
- Dennis Dobrowolski (Daniel)[2]
- Christian Funk  (Dr. Stefan Thomsen, Stationsarzt)[2]
- Yvonne Greitzke (Eva, Stationsschwester)[2]
- Venera Jakupov  (Frau Dermicin/Frau Dr. Stroessner)[2]
- Christian Miebach'[2] (Hannes, der BuFDI)
- Anna Pircher (Jenny)
- Larissa Puhlmann (Babsi, Nadines Schwester)
- Ira Theofanidis  (Nadine)
- Marion Wulf  (Herbert)

### Orchester
- Gitarre I: Johannes Gehlmann / Michael Brandt
- Gitarre II: Hossein Yacery Manesh
- Bass: Carsten Schmelzer / Martin Lillich
- Drums/Percussion: Kai Schoenburg / Michael Joch
- Keyboards/Synthesizer: Simon Steger
- Klavier: Hans-Peter Kirchberg/Tobias Bartholmeß

## Liste der Lieder(Auswahl)
- Willkommen im Club
- Stimmen im Kopf
- Keiner
- Das Interview / Hey du
- Visite
- Mit Gefühl
- Ich schau nur zu
- Der Joint
- Die Amtsärztin
- Zuhause
- arme kleine Schwester
- Dopaminballett
- Tanzstunde
- Versprich mir nichts
- Krank
- Bin das ich?
- Schlaflied
- Ungerechtigkeitstango

## Pressestimmen
- Ein Stück, das „durch musikalische Kreativität als auch außerordentlichen Körpereinsatz überzeugt.“ (Karolin Krämer, RBB Online am 21. März 2013)
- „Peter Lund … demonstriert hier wieder einmal, wie selbstverständlich der Übergang von Musical zu Operette und wieder zurück ist und sein kann und sein sollte. Bravo!“ (Kevin Clarke, klassik.com am 23. März 2013)
- „ein ungewöhnliches Stück modernes Musiktheater“ (Kevin Clarke, klassik.com am 23. März 2013)
- Über die Choreografie von Neva Howard: „Wieso diese Frau nicht nonstop von deutschen Theatern für Produktionen engagiert wird, ist mir ein echtes Rätsel. Sie schlägt die gesamte einschlägige Konkurrenz, die man derzeit so erleben kann.“ (Kevin Clarke, klassik.com am 23. März 2013)
- Das Spiel der Studenten: „emotional mitreißend“ (Kristina Eickhoff, livekritik.de am 21. März 2013)
- „Irre gute Darsteller nähern sich einem sensiblen Thema mit Achtung und Witz.“ (Musicalzentrale am 23. März 2013)
- „Als Ensembleleistung sucht 'Stimmen im Kopf' im Berliner Musiktheaterbereich seinesgleichen. Nix wie hin!“ (Kevin Clarke, klassik.com, 23. März 2013)
- „Nach dem ersten Lied, wusste ich schon: Dieser Abend wird einfach nur zum totlachen!“ Musical&Co - junge Kritik mit Hörbeispielen, 22. März 2013